# Wojciech Powaga-Grabowski
Wojciech Powaga-Grabowski (ur. 18 lutego 1972 w Mysłowicach) – polski muzyk, kompozytor, autor tekstów i instrumentalista.

## Życiorys
Współzałożyciel zespołu rockowego Myslovitz. Członek Akademii Fonograficznej ZPAV. Ukończył studia na Wydziale Transportu Politechniki Śląskiej, a tematem jego pracy magisterskiej było „Badanie wypadkowości na drodze krajowej nr 1”.  
Wraz z Arturem Rojkiem i Przemkiem Myszorem pisał teksty dla Myslovitz. Jest autorem słów piosenek np.: „Zgon”, „Maj”, „Zwykły Dzień”, „Myszy i Ludzie”, „Długość dźwięku samotności”, „Sprzedawcy marzeń”, „Szklany Człowiek”, „Bar Mleczny Korova”, „Krótka piosenka o Miłości”, „Z rozmyślań przy śniadaniu”, „Gadające Głowy 80–06”, „Spacer w bokserskich rękawicach” i „Czytanka dla niegrzecznych”. Poza macierzystym zespołem wziął udział w nagraniu płyty Extrapop Kasi Stankiewicz.
Wraz z Przemkiem Myszorem i Tomkiem Makowieckim tworzą projekt NO! NO! NO!.